# I en tid som vår
I en tid som vår (со швед. — «В такое время, как наше») — пятый студийный альбом шведской певицы и автора песен Мари Фредрикссон, выпущенный 4 ноября 1996 года компанией EMI Sweden. Альбом был записан и спродюсирован Фредрикссон вместе со своим мужем Микаэлем Болиошем (швед. Mikael Bolyos) в их домашней студии в Юрсхольме. Он имел коммерческий успех после выпуска, достигнув 2-го места в течение двух непоследовательных недель в шведском чарте альбомов и получив «платиновый» статус от Шведской ассоциации звукозаписывающей индустрии за поставки свыше 80 000 копий.
«Tro» был выпущен как первый и единственный коммерческий сингл из альбома, который стал значимым хитом в Швеции, возглавив первую десятку лучших синглов и проведя более 6 месяцев в чарте синглов. Сингл является рекордсменом из всех её синглов по продолжительности нахождения в чартах в Швеции. «I en tid som vår» и «Ber bara en gång» были выпущены как промо-синглы ограниченным тиражом.

## Выпуск и продвижение альбома
Альбом был выпущен 4 ноября 1996 года, при этом Фредрикссон отказалась заниматься его [публичным] продвижением. На момент выпуска она была на восьмом месяце беременности вторым ребёнком. Релизу предшествовал его первый и единственный коммерческий сингл «Tro», выпущенный 11 октября 1996 года. Песня стала существенным хитом на родине Фредрикссон, проведя в общей сложности 29 недель в шведском чарте синглов, достигнув 8-го места на четвёртой неделе. Заглавный трек и «Ber bara en gång» были выпущены в качестве промо-синглов ограниченным тиражом 2 декабря 1996 года и 24 февраля 1997 года соответственно. Первый был выпущен тиражом 700 копий, а второй — 600 копий; оба сингла были выпущены по всей Европе.
В книге «The Look for Roxette» автор Роберт Торселиус выдвинул гипотезу, что «Ber bara en gång» была выпущена ограниченным тиражом, чтобы избежать конкуренции между этой песней и дуэтом Фредрикссон с бывшей вокалисткой ABBA Анни-Фрид Лингстад «Alla mina bästa år», который был выпущен на той же неделе. Песня «Alla mina bästa år» достигла 54-го места в Швеции и вошла в альбом Фриды Djupa andetag (1996).

## Отзывы критиков
| Оценки критиков | Оценки критиков |
| Источник        | Оценка          |
| --------------- | --------------- |
| Aftonbladet     | [ 3 ]           |
| Nöjesguiden     | [ 4 ]           |

Скандинавское издание Nöjesguiden дало альбому смешанную оценку. Они назвали его «депрессивным» и обвинили тексты песен Фредрикссон в шаблонности, написав: «В альбоме Криса Айзека вы никогда не будете слишком далеки от слова „плач“. В альбоме Мари Фредрикссон слово „дождь“ встречается в каждой четвёртой строке [куплета]. […] Проблема в том, что она так бдительно формулировала каждый слог, а потом вы понимаете, что только самые посвящённые из поклонников понимают, о чем она поёт». Напротив, Андерс Хвидфельдт из «Aftonbladet» сказал, что «в отличие от других людей, я думаю, что даже миллионеры из [богатого пригорода Стокгольма] Юрсхольма имеют право иногда грустить». Он похвалил пластинку как «исключительно грустную, [но] ослепительную и осеннюю».

## Коммерческие показатели
Альбом добился коммерческого успеха после выхода в Швеции, проведя две непоследовательные недели на 2-м месте в Sverigetopplistan. Это был третий подряд платиновый альбом Фредрикссон от Шведской ассоциации звукозаписывающей индустрии, хотя организация понизила уровень сертификации для платиновых альбомов со 100 000 до 80 000 единиц с момента выпуска её предыдущего студийного альбома Den ständiga resan (1992). Пластинка также была выпущена в Японии 5 февраля 1997 года. Она была ремастерирована в 24-битном качестве и переиздана на HDCD в июне 2002 года как часть шестидискового бокс-сета Kärlekens guld, а затем была переиздана в виде отдельного CD 5 марта 2003 года.

## Список композиций
Все песни написаны Мари Фредрикссон, кроме «Herren ber för dig», написанной Фредрикссон и Микаэлем Болиошом.
| №                   | Название              | Длительность |
| ------------------- | --------------------- | ------------ |
| 1.                  | «I en tid som vår»    | 6:13         |
| 2.                  | «Drömmen»             | 5:44         |
| 3.                  | «Efter så många år»   | 4:48         |
| 4.                  | «Min trognaste vän»   | 4:04         |
| 5.                  | «Ber bara en gång»    | 4:05         |
| 6.                  | «Vinterängel»         | 5:17         |
| 7.                  | «Aldrig tillbaka mer» | 5:19         |
| 8.                  | «Mild varm vår»       | 5:39         |
| 9.                  | «Berusa mig»          | 5:05         |
| 10.                 | «Tro»                 | 4:56         |
| Общая длительность: | Общая длительность:   | 51:10        |

| №                   | Название                                                                      | Длительность |
| ------------------- | ----------------------------------------------------------------------------- | ------------ |
| 11.                 | «Tid för försoning»                                                           | 4:12         |
| 12.                 | «Herren ber för dig» (from the 1994 compilation Vilda fåglar: sånger om barn) | 4:18         |
| Общая длительность: | Общая длительность:                                                           | 59:40        |

## Участники записи
Список приведён по данным буклета к альбому I en tid som vår:
- Записано в Studio Vinden в Дьюрсхольме, Швеция, с февраля по сентябрь 1996 года.
- Мастеринг: Питер Даль в Cutting Room Studios, Стокгольм

Музыканты
- Мари Фредрикссон — вокал, фортепиано, автор текстов, композиция, аранжировки, продюсирование и сведение
- Микаэль Болиош — клавишные, аранжировки, продюсирование и сведение
- Staffan Astner — гитары
- Janos Döme — альт
- Nacka Musikklasser (Музыкальные классы коммуны Нака) — хор
- Nacka Musikskolas (Музыкальная школа коммуны Нака) — хор
- Max Schultz — гитары
- Nicki Wallin — ударные
- Sven Zetterberg — губная гармошка

Технический персонал
- Kjell Andersson — художественное оформление
- Hans Carlén — фотография
- Mattias Edwall — фотография
- Alar Suurna — сведение («Ber bara en gång» и «Tro»)

## Чарты
| Чарт (1996)                | Высшая позиция |
| -------------------------- | -------------- |
| Швеция (Sverigetopplistan) | 2              |

| Чарт (1996)                          | Позиция |
| ------------------------------------ | ------- |
| Шведские альбомы (Sverigetopplistan) | 22      |

## Сертификация
| Регион                                                      | Сертификация | Продажи |
| ----------------------------------------------------------- | ------------ | ------- |
| Швеция (GLF)                                                | Платиновый   | 80 000^ |
| ^ Данные о тиражах приведены только на основе сертификации. |              |         |

## История релизов
| Регион | Дата           | Формат                                             | Лейбл           | № по каталогу   | Прим. |
| ------ | -------------- | -------------------------------------------------- | --------------- | --------------- | ----- |
| Швеция | 4 ноября 1996  | CD                                                 | EMI             | 7243 8631812 1  | [ 1 ] |
| Япония | 5 февраля 1997 | CD                                                 | Toshiba EMI     | TOCP-50097      | [ 1 ] |
| Швеция | июнь 2002      | Ремастированый 24-bit HDCD бокс-сет Kärlekens guld | Capitol Records | 7243 540199-2 0 | [ 1 ] |
| Швеция | 5 марта 2003   | CD                                                 | Capitol Records | 7243 540161-2 7 | [ 1 ] |